# فوتبال در بازی‌های آسیایی ۱۹۹۸
فوتبال یکی از ورزش‌های بازی‌های آسیایی ۱۹۹۸ می‌باشد که از ۳۰ نوامبر تا ۱۹ دسامبر ۱۹۹۸ در شهر بانکوک، تایلند برگزار شد.
تیم‌های ملی شرکت‌کننده در این مسابقات باید از بازیکنان زیر ۲۳ سال استفاده کنند.